# Meterana asterope
Meterana asterope är en fjärilsart som beskrevs av Hudson 1898. Meterana asterope ingår i släktet Meterana och familjen nattflyn. Inga underarter finns listade i Catalogue of Life.